# Зи и компания
«Зи и компания» (англ. Zee and Co.) — британская драма, режиссёра Брайана Дж. Хаттона, в главных ролях снялись Элизабет Тейлор, Майкл Кейн и Сюзанна Йорк. Фильм также известен под названием Икс, Игрек и Зи (англ.  X, Y and Zee)

## Сюжет
Зи (Элизабет Тейлор) — импульсивная, резкая жена богатого архитектора Роберта Блейкли (Майкл Кейн) — испробовала уже все способы, чтобы помешать роману между её мужем и его новой пассией Стеллой (Сюзанна Йорк), которая хоть и выглядит как добродушная молодая вдова, но наверняка имеет темное прошлое.

## В ролях
| Актёр           | Роль            |
| --------------- | --------------- |
| Элизабет Тейлор | Зи Блейкли      |
| Майкл Кейн      | Роберта Блейкли |
| Сюзанна Йорк    | Стелла          |
| Маргарет Лейтон | Глэдис          |
| Джон Стандинг   | Гордон          |
| Майкл Кэшман    | Гевин           |
| Мэри Ларкин     | Рита            |

## Номинации
- 1973 — Золотой глобус — Лучший иностранный фильм на английском языке